# 學天則

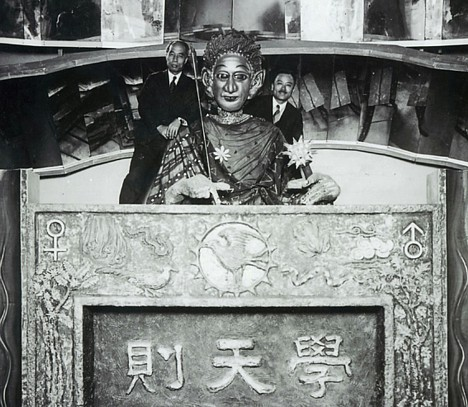
學天則與製造者西村真琴（左側人物）。

學天則（日语：学天則、がくてんそく）是一台機器人，被譽為日本第一台機器人，由大阪每日新闻於西元1928年為紀念昭和天皇即位，參加大禮紀念京都博覽會時所出品。該機器人的製造者是當時擔任大阪每日新聞社論顧問的生物學家西村真琴。

## 概要
學天則的開發者西村真琴於1883年（明治16年）出生於長野縣，曾擔任北海道帝國大學教授，並於1927年加入大阪每日新聞。儘管西村的專攻領域並非机器人学，而是致力於阿寒湖球藻的調查及保護工作。但他在擔任大阪每日新聞論說委員及居住於大阪市期間則開發了學天則。根據其觀點，西村認為只製造像奴隸般的「人造人」過於悲哀，尤其在受到卡雷爾·恰佩克創作的戲劇《羅梭的萬能工人》中所描繪的情節後受到影響，因此在製造期間，西村對學天則賦予多樣的面部表情及美麗動作，以此「頌揚大自然和人性」，學天則將成為人類的朋友，甚至是鼓舞人心的典範。
在1928年（昭和3年）11月的《每日星期天》中，西村提及到：
站在記錄台上的學天則，他胸前閃耀的宇宙花章象徵著宇宙與世界的意義，非常適合裝飾在他的胸前。他的左手握著靈感燈，當燈光在他的額頭附近亮起時，便可看作所謂的靈感已經傳達。此時，他右手的鏑矢型筆便開始發揮作用。創作者是基於「人類的活動中必須始終伴隨創作」的理想，特意選擇了鏑矢型筆。

### 概念
學天則的名稱來自於「天則（自然）に学ぶ」，這是一個符合生物學家理念的命名，意為向自然法則學習，其形象為一個靠近巨大桌子上的人偶，其高度約3.5公尺，寬約3公尺。它的膚色為金色，頭上戴著綠色葉冠，面容則融合了各種人種的特徵。右手持鏑矢形的筆，左手持名為「靈感燈」的燈具。該機器人以橡膠管內的氣壓變化為動力，可以揮動手臂、開合眼瞼以及改變嘴部周圍的表情。整體的控制系統是通過附有突起的旋轉式鼓來實現的。
機器人上部還附有一隻稱為「告曉鳥」的機械鳥，當這隻鳥啼叫時，學天則會進入冥想狀態。當它獲得靈感時，靈感燈會閃爍發光，並高舉起來，用鏑矢形的筆將靈感寫成文字。
在大禮紀念京都博覽會期間，學天則被設在博覽會西會場第一參考館中央，根據作家荒俣宏在他的文章《人造人間微笑》中介觀眾進入博覽會後，首先會被引導至一個舞台，舞台正面的圓形屋頂上設有展開約十米長雙翼的告曉鳥。告曉鳥偶爾會自動轉動頭部，並從白色的鳥喙中吐出紅色舌頭發出鳴叫聲。當觀眾被鳥叫聲驚動而仰望時，這便成了信號，紫色燈光照射下，莊嚴的音樂於館內響起。學天則將散發出紅綠光芒，並開始動作。
荒俣指出，學天則的特點在於它能像人類一樣流暢地運動，且它的工作並非替代體力勞動，而是負責思考。學天則頭戴綠色葉冠，象徵植物的光合作用；胸前裝飾著大波斯菊，代表宇宙和世界的意涵。此外，它的大眼睛和奇特的面貌融合了世界各地民族的特徵，反映了「各民族無優劣之分」的思想。

## 展覽經歷
在博覽會上，學天則吸引大量觀眾的注目，並於1929年（昭和4年）參加了廣島市鳥瞰昭和產業博覽會和朝鮮博覽會等各地的展覽。之後，學天則被賣至德國，但最終下落不明。據說在當地由於故障等原因無法正常運作，最終被棄置。

## 複製品
1992年，大阪市立科學館展出了一個外觀相似但無法動作的小型複製品。
2007年2月，大阪市宣佈將進行復原工作。由於原始設計圖已遺失，復原過程依靠的是當時的照片和文獻，並由大阪市立科學館的學藝員與製作業者合作完成。
經費約2100萬日圓的復原品於2008年4月完成，並於4月24日向媒體公開。同年7月18日，該復原品作為重新開放的大阪市立科學館的重點展品公開。雖然其結構和動作相較於昭和初期的作品更加精細，但復原時依然保留了昭和初期的風格。

## 流行文化
- 《帝都物語》：荒俣宏的小說。在改編為電影時，由西村真琴的次子、西村晃（日语：西村晃）出演作品中的西村真琴角色。電影中出現的學天則設計有所不同，並在最後呈現出仿佛擁有意志的演出效果。荒俣在《大東亞科學綺譚》（1991年，筑摩書房）中介紹了學天則的製作過程及西村的故事。[11]
- 《怪奇警察賽波利斯》（怪奇警察サイポリス）：出現了一個名為「學天則葛丸一號」的具備靈力的機器人。
- 《輕鬆忍傳半藏》（おきらく忍伝ハンゾー）：描述了由源內發明的巨大機械武士學天則系列，從零號機到五號機都有登場。
- 《機器人少女的建築學》（ロボ娘のアーキテクチャ）：山東ユカ的漫畫。第46話中，江草姐妹與夸克一起直接前往大阪於學天則前行會面。
- 《紫色的Qualia》：有三個角色的名字分別取自「學天則」的三個漢字。
- 《別對映像研出手！》：單行本第2卷第8話、動畫第5話有提到。

## 另見
- 机器人
- 小行星9786 - 以學天則命名的小行星
- 自動機
- 機關人偶